# Land der Steden

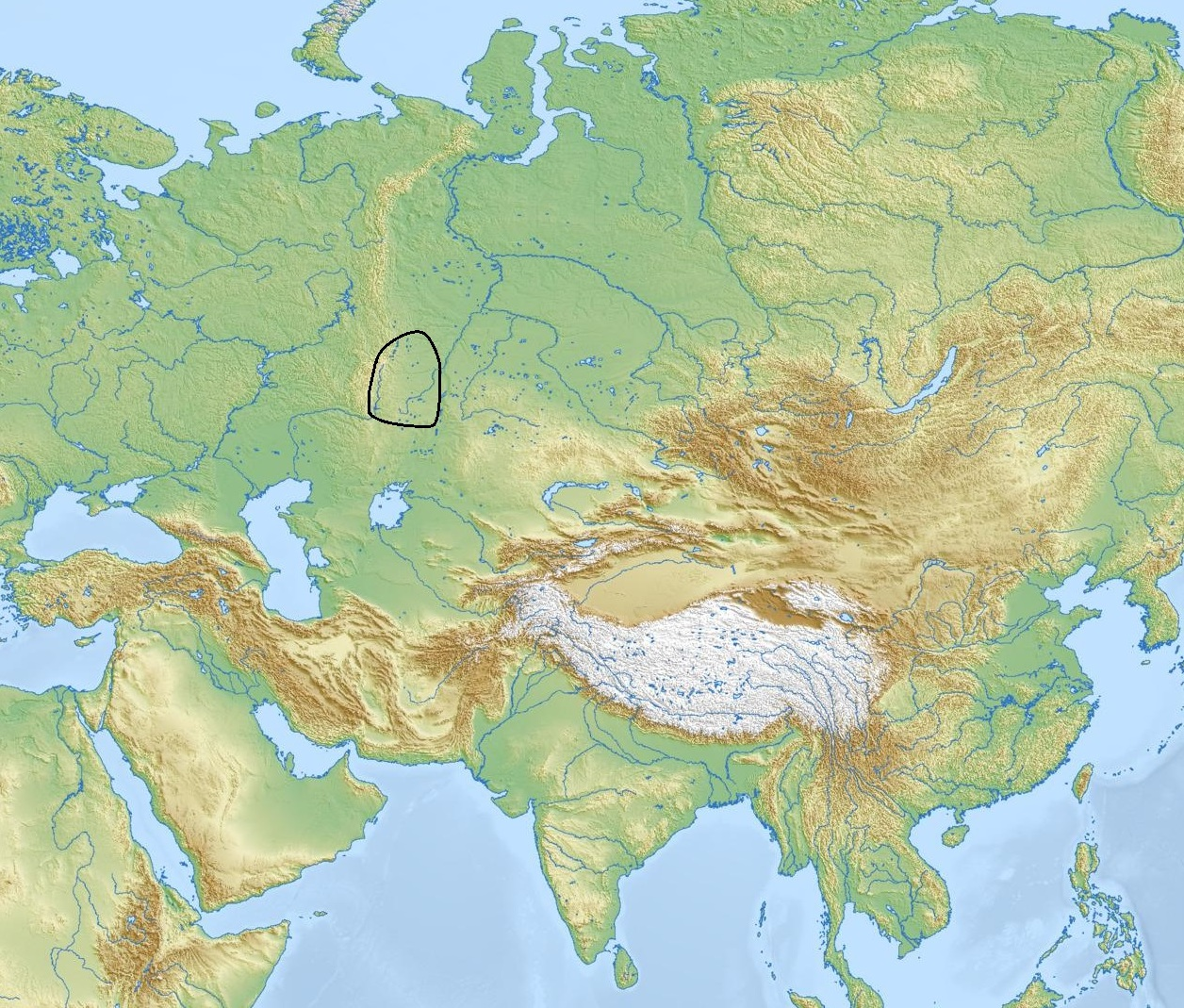
verspreiding van de Sintasjtacultuur

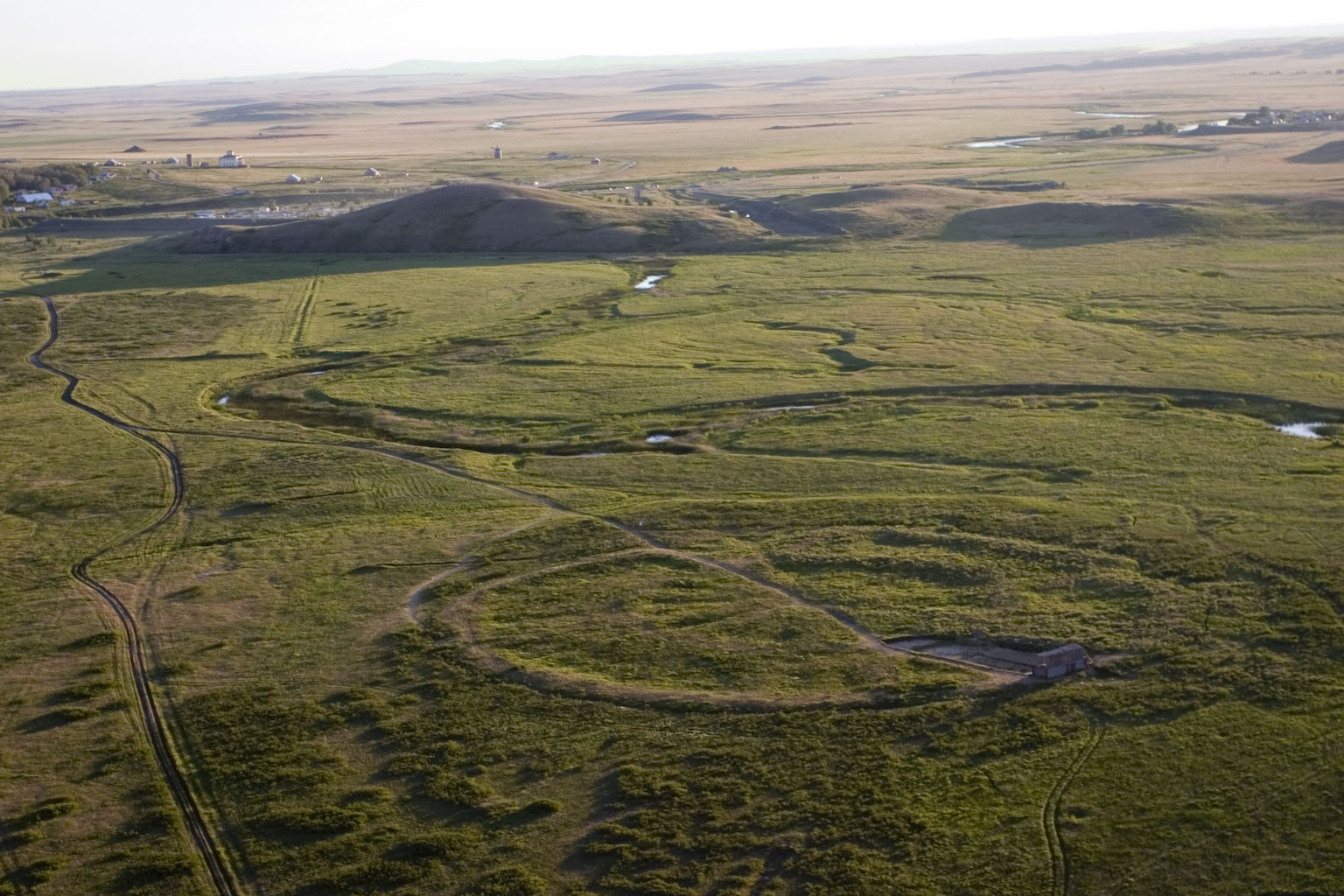
Panorama van de omgeving van de versterkte nederzetting Arkaim

Het Land der Steden (Russisch: Страна городов, ook: Волго-уральским очагом культурогенеза, Wolga-Oeral-centrum van culturele ontstaansgeschiedenis) is de conventionele naam voor het gebied in de Zuidelijke Oeral, waarbinnen oude walburchten van de Sintasjtacultuur uit de midden-bronstijd (ongeveer 3000 - 2000 voor Christus) werden gevonden. De bekendste nederzetting in het "Land der Steden" is Arkaim.

## Geschiedenis van de ontdekkingen
De eerste nederzettingen werden ontdekt in de jaren '60 en '80 van de 20e eeuw. Een van de eerste werd gevonden in 1968 nabij de Sintasjta-rivier (bovenloop van de Zjelkoear, een zijrivier van de Tobol), waarvan de gevonden nederzetting de naam kreeg. Kort na de ontdekking van andere nederzettingen begonnen archeologen de term "Sintasjtacultuur" te gebruiken. Een aantal wetenschappers, waaronder Gennadi Zdanovitsj, onderscheidde het van de Andronovocultuur.
Veel sites werden beschadigd als gevolg van economische activiteiten, maar Arkaim werd gered. Het was de bedoeling om een stuwmeer te creëren dat het grondgebied van Arkaim zou overstromen. In de jaren tachtig werd begonnen met de grondwerken van de waterkering tussen het Zmejnaja-gebergte en de Gratsjinaja-heuvel, maar sociale bewegingen stopten dit project.

## Beschrijving
Het "Land der Steden" ligt op het grondgebied van de oblasten Tsjeljabinsk en Orenburg en de republiek Basjkortostan van de Russische Federatie, en in het noorden van Kazachstan. De nederzettingen liggen verspreid over een gebied met een omtrek van 350 km. Met behulp van luchtfotografie zijn veel oude nederzettingen gevonden. Anno 2023 zijn op de meeste locaties nog geen archeologische opgravingen uitgevoerd.
Alle gevonden nederzettingen zijn verenigd door een soortgelijk type structuur, organisatie van stedelijke infrastructuur, bouwmaterialen, bestaanstijd en dezelfde topografische logica. De steden hadden een ronde of ovale vorm en waren omgeven door een stadsmuur. Publieke en private ruimtes grensden aan de muur. Binnen elke stad was er een stormriool dat water buiten de stad afvoerde. Er werden nabij de steden begraafplaatsen ingericht, en stallen voor dieren gebouwd, op het grondgebied van het "Land der Steden" werden plaatsen gevonden waar grondstoffen voor de metallurgie gewonnen werden.
Alle versterkte nederzettingen werden in drie verschillende vormen gebouwd:
- rond (8 - 9 steden)
- ovaal (ongeveer 5)
- rechthoekig (ongeveer 11)

De term "land" beschrijft deze organisatie van steden het beste. Naast het feit dat alle gevonden steden in dezelfde periode op een compact grondgebied zijn gebouwd, in dezelfde architecturale stijl en met behulp van dezelfde technische oplossingen en vergelijkbare materialen, zijn er ook andere gemeenschappelijke eigenschappen zichtbaar. De steden van de Sintasjtacultuur werden bewoond door mensen van dezelfde etnische groep en voerden soortgelijke economische activiteiten uit. Het is onbekend wat de politieke verhoudingen waren tussen de steden binnen het "land". De steden lagen op een afstand van maximaal 70 km van elkaar, wat geschikt was voor een eendaagse reis van de ene nederzetting naar de andere. Een dergelijke locatie van nederzettingen maakte het mogelijk om gemakkelijk economische betrekkingen te onderhouden, of het nu ging om handel, het uitwisselen van grondstoffen of specialisten, en om voor militaire doeleinden het zenden van versterkingen naar de plaats van dreiging te verzekeren.
Om verschillende redenen zijn de steden unieke archeologische sites:
- de leeftijd van de sites: de jongste is 3700 jaar oud, vergelijkbaar met de oude Egyptische piramides
- het soort nederzettingen: steden, onder elders gevonden oude sites zijn er maar heel weinig steden Meestal tonen ze andere sporen van menselijke activiteit, grafheuvels, begrafenissen
- de nederzettingen werden onmiddellijk als steden gebouwd, in plaats van zich uit dorpen te ontwikkelen
- elke stad was één complex van gebouwen: meestal bestaan steden uit afzonderlijke gebouwen die in verschillende tijdsperioden werden gebouwd
- er zijn elders nog geen andere oude nederzettingen met een vergelijkbare stedelijke structuur en architectuur ontdekt

Ook:
- verschil met andere cultuurlagen van de Euraziatische steppe
- De oudste gevonden strijdwagen, gedateerd in 2026 v.Chr.
- een ontwikkelde metallurgie voor die tijd
- Vrij geavanceerde waterbouwkundige constructies: dammen en waterkeringen, omleidingskanalen (Sintasjta) en regenafvoerkanalen (Arkaim).

## Steden
- Arkaim  - district Bredinski (oblast Tsjeljabinsk), aan een kaap van de rivier de Bolsjaja Karaganka; gevonden in 1987 (voorlopige ontdekking 1957), vorm: rond
- Alandskoje  - versterkte nederzetting, district Kvarkenski (oblast Orenburg), op een kaap aan de linkeroever van de Suundoek; ontdekt in 1987, vorm: ovaal, eivormig
- Andrejevskoje - versterkte nederzetting, district Bredinski (oblast Tsjeljabinsk), op een schiereiland aan de linkeroever van de Sintasjta-rivier, ontdekt in 1990 tijdens het analyseren van luchtfotografie; vorm: rechthoekig.
- Bersoeat  - versterkte nederzetting, district Bredinski (oblast Tsjeljabinsk), op de linkeroever van de rivier de Bersoeat, aan de samenvloeiing met het zijriviertje Jagodny Dol, ontdekt in 1987 (tijdens de analyse van luchtfotografie uit 1957), vorm: ovaal, afmetingen: 200×150 m
- Bachta  - versterkte nederzetting, district Agapovski (oblast Tsjeljabinsk), op de linkeroever van de rivier de Goembejka, op de kaap gevormd door de Goembejka en de oude bedding van de Bachta, ontdekt in 2000 (tijdens de analyse van luchtfotografie gemaakt in 1955 en 1956), vorm: vierkant, afmetingen: 165×165 m
- Zjoeroembaj  - versterkte nederzetting, district Kartalinski (oblast Tsjeljabinsk), op de rechteroever van de Karagayly-Ajat (op de kaap gevormd door de Karagajly-Ajat en haar zijrivier de Zjoeroembaj, ontdekt in 1987 tijdens het analyseren van luchtfotografie
- Isinej  - complex van versterkte nederzettingen, district Varna (oblast Tsjeljabinsk), op de rechteroever van de rivier Karataly-Ajat, ontdekt in 1991 tijdens het analyseren van luchtfotografie
- Kamenny Ambar (Olginskoje)  - versterkte nederzetting, district Kartalinski (oblast Tsjeljabinsk), op de linkeroever van de rivier Karagajly-Ajat, ontdekt in 1982 tijdens het analyseren van luchtfotografie
- Kamysty - versterkte nederzetting, Noord-Kazachstan, op de linkeroever van de Kamysty-Ajat, ontdekt in 1991 tijdens het analyseren van luchtfotografie; de site is zwaar beschadigd en bevindt zich onder bijgebouwen
- Kizilskoje  - versterkte nederzetting, district Kizilski (oblast Tsjeljabinsk), op de rechteroever van de rivier de Oeral, ontdekt in 1968 (er was al informatie over ontdekking in 1948)
- Konopljanka  - versterkte nederzetting, district Kartalinski (oblast Tsjeljabinsk), op de rechteroever van de Akmoella (bovenloop van de rivier Karagajly-Ajat), ontdekt in 1988 tijdens het analyseren van luchtfotografie
- Koejsak - versterkte nederzetting, district Kizilski (oblast Tsjeljabinsk), op de rechteroever van de rivier de Zingejka, ontdekt in 1987 tijdens het analyseren van luchtfotografie
- Parizj (Astafjevskoje) - versterkte nederzetting, district Nagajbakski (oblast Tsjeljabinsk), op de rechteroever van de Kizil-Tsjilik, ontdekt in 2002 tijdens het analyseren van luchtfotografie
- Rodniki - versterkte nederzetting, district Kartalinski (oblast Tsjeljabinsk), op de rechteroever van de Akmoella, bovenloop van de rivier Karataly-Ajat, ontdekt in 1987 tijdens de analyse van luchtfotografie.
- Sarym-Sakly -  versterkte nederzetting, district Kizilski (oblast Tsjeljabinsk), op de rechteroever van de rivier de Zingejka, ontdekt in 1987 tijdens de analyse van luchtfotografie
- Sintasjta  cultureel en historisch complex, district Bredinski (oblast Tsjeljabinsk), op de linkeroever van de Sintasjta-rivier, gevonden in 1968, onderzocht in 1972
- Sintasjta 2 (Levoberezjnoje)  - versterkte nederzetting, district Bredinski (oblast Tsjeljabinsk), op de linkeroever van de Sintasjta, ontdekt in 1990 tijdens het analyseren van luchtfotografie
- Stepnoje  - versterkte nederzetting, district Troitski (oblast Tsjeljabinsk), op de linkeroever van de Oej, ontdekt in 1987 tijdens het analyseren van luchtfotografie
- Oestje  - versterkte nederzetting, district Kartalinski (oblast Tsjeljabinsk), op de rechteroever van de Nizjni Togoezak, nabij de monding van de Kisinet, ontdekt vóór 2004
- Tsjekataj  - versterkte nederzetting, district Varna (oblast Tsjeljabinsk), aan de oostelijke oever van het Tsjekatajmeer, ontdekt in 1991 tijdens het analyseren van luchtfotografie
- Tsjernoretsje 3  - versterkte nederzetting, district Troitski (oblast Tsjeljabinsk), op een eiland aan de samenvloeiing van de Tsjernaja met de Oej, vlak bij het dorp Tsjernoretsje, ontdekt in 1977

Ook:
- Nikolskaja 1
- Petrovka 2
- Bogoljoebovo 1
- Streletskoje 1 (district Troitski)